# Philodromus foucauldi
Philodromus foucauldi är en spindelart som beskrevs av Denis 1954. Philodromus foucauldi ingår i släktet Philodromus och familjen snabblöparspindlar.
Artens utbredningsområde är Algeriet. Inga underarter finns listade i Catalogue of Life.